# Шлезвиг-Фленсбург (район)
Шлезвиг-Фленсбург (нем. Schleswig-Flensburg) — район в Германии. Центр района — город Шлезвиг. Район входит в землю Шлезвиг-Гольштейн. Занимает площадь 2071,59 км². Население — 197 241 чел. Плотность населения — 95 человек/км².
Официальный код района — 01 0 59.
Район подразделяется на 136 общин.

## Города и общины
1. Глюксбург (5984)
2. Харрисле (11 393)
3. Каппельн (9830)
4. Шлезвиг (24 182)
5. Зёруп (4195)

Управления
Управление Эггебек
1. Эггебек (2608)
2. Яннеби (438)
3. Еррисхё (1000)
4. Йёрль (852)
5. Лангштедт (1030)
6. Золлеруп (486)
7. Зюдерхакштедт (344)
8. Вандеруп (2220)

Управление Гельтинг
1. Гельтинг (1821)
2. Хассельберг (923)
3. Кронсгард (244)
4. Масхольм (687)
5. Ниби (241)
6. Поммерби (194)
7. Рабель (628)
8. Рабенхольц (319)
9. Штангхек (245)
10. Штольтебюлль (856)

Управление Хаддеби
1. Боргведель (714)
2. Бусдорф (2023)
3. Данневерк (1072)
4. Фардорф (2578)
5. Гельторф (422)
6. Ягель (944)
7. Лотторф (194)
8. Зельк (809)

Управление Хандевит
1. Хандевит (6061)
2. Ярплунд-Вединг (4433)

Управление Хюруп
1. Аузаккер (561)
2. Фрайенвилль (1479)
3. Гросзольт (1909)
4. Хюруп (1176)
5. Хусби (2200)
6. Масбюлль (746)
7. Таструп (442)

Управление Каппельн-Ланд
1. Арнис (313)
2. Грёдерсби (270)
3. Эрсберг (337)
4. Рабенкирхен-Фаулюк (673)

Управление Кроп
1. Альт-Беннебек (355)
2. Бёрм (764)
3. Дёрпштедт (549)
4. Грос-Райде (1037)
5. Клайн-Беннебек (587)
6. Клайн-Райде (357)
7. Кроп (6416)
8. Тетенхузен (945)

Управление Лангбаллиг
1. Доллеруп (1066)
2. Грундхоф (952)
3. Лангбаллиг (1451)
4. Мункбраруп (1042)
5. Рингсберг (525)
6. Вес (2286)
7. Вестерхольц (721)

Управление Эферзее
1. Эферзее (2028)
2. Занкельмарк (1386)
3. Зиферштедт (1682)
4. Тарп (5758)

Управление Затруп
1. Хафетофтлойт (954)
2. Рюде (355)
3. Затруп (3511)
4. Шнаруп-Тумби (615)

Управление Шафлунд
1. Бёкслунд (114)
2. Гроссенвиэ (2823)
3. Хёруп (622)
4. Хольт (185)
5. Ярделунд (326)
6. Линдевит (2106)
7. Медельби (894)
8. Майн (614)
9. Нордхакштедт (509)
10. Остерби (363)
11. Шафлунд (2288)
12. Валльсбюлль (916)
13. Весби (480)

Управление Шуби
1. Хюсби (752)
2. Люршау (1082)
3. Шуби (2598)

Управление Зильберштедт
1. Боллингштедт (1483)
2. Эллингштедт (830)
3. Холлингштедт (1006)
4. Юбек (2565)
5. Зильберштедт (2267)
6. Трайа (1495)

Управление Штапельхольм
1. Бергенхузен (679)
2. Эрфде (2098)
3. Меггердорф (690)
4. Нордерстапель (841)
5. Зюдерстапель (1059)
6. Тилен (307)
7. Вольде (524)

Управление Штайнбергирхе
1. Анеби (225)
2. Эсгрус (829)
3. Нисграу (604)
4. Кверн (1334)
5. Штайнберг (1000)
6. Штайнбергирхе (1449)
7. Штеруп (1489)

Управление Зюдангельн
1. Бёклунд (1447)
2. Бродерсби (520)
3. Гольтофт (235)
4. Хафетофт (871)
5. Идштедт (830)
6. Клапхольц (542)
7. Нойберенд (1106)
8. Нюбель (1381)
9. Шальби (1700)
10. Штольк (858)
11. Штруксдорф (690)
12. Зюдерфаренштедт (535)
13. Тарштедт (895)
14. Тольк (1050)
15. Тведт (505)
16. Ильсби (473)

Управление Зюдербраруп
1. Бёэль (764)
2. Борен (767)
3. Бребель (423)
4. Дольротфельд (259)
5. Экенис (240)
6. Кисби (229)
7. Лойт (273)
8. Моркирх (1026)
9. Нордербраруп (681)
10. Нотфельд (156)
11. Рюгге (233)
12. Зауструп (233)
13. Шеггерот (390)
14. Штайнфельд (746)
15. Зюдербраруп (3867)
16. Ульснис (666)
17. Вагерсрот (227)